# Edmund ze Schwarzenbergu
Edmund Leopold Bedřich kníže ze Schwarzenbergu (německy Edmund Leopold Friedrich Fürst zu Schwarzenberg, 18. listopadu 1803 Vídeň – 17. listopadu 1873 Orlík) byl česko-rakouský šlechtic z významného rodu Schwarzenbergů. Sloužil v císařské armádě, kde dosáhl hodnosti polního maršála.

## Život

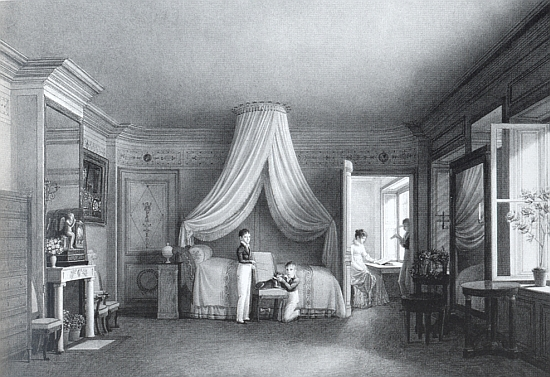
Edmund Leopold s matkou Marií Annou a bratry na rakouském velvyslanectví v Paříži, kde působil jejich otec. Rytina od Augusta Garnereye z roku 1812.

Narodil se jako nejmladší syn vojevůdce Karla Filipa ze Schwarzenbergu a jeho manželky Marie Anny z Hohenfeldu. 
Po studiích v Lipsku a na vídeňské polytechnice vstoupil roku 1821 jako kadet do 33. pěšího pluku a v následujícím roce dosáhl hodnosti rytmistra. V roce 1832 již měl hodnost majora a v roce 1844 byl v hodnosti generálmajora přidělen válečné dvorské radě.
V roce 1848 sloužil jako velitel brigády pod velením maršála Josefa Václava Radeckého a zde ve střetnutí u Milána získal vojenský řád Marie Terezie. Krátce nato byl poslán na bojiště do Uher, kde se účastni zimních bojů 1848/1849. Nemoc mu zabránila převzít velení nad 3. armádou. V roce 1859 se účastnil bitvy u Solferina. 
V roce 1860 byl ze zdravotních důvodů zproštěn služby. V roce 1867 byl povýšen na polního maršála.